# Stockholms stads brandförsäkringskontor

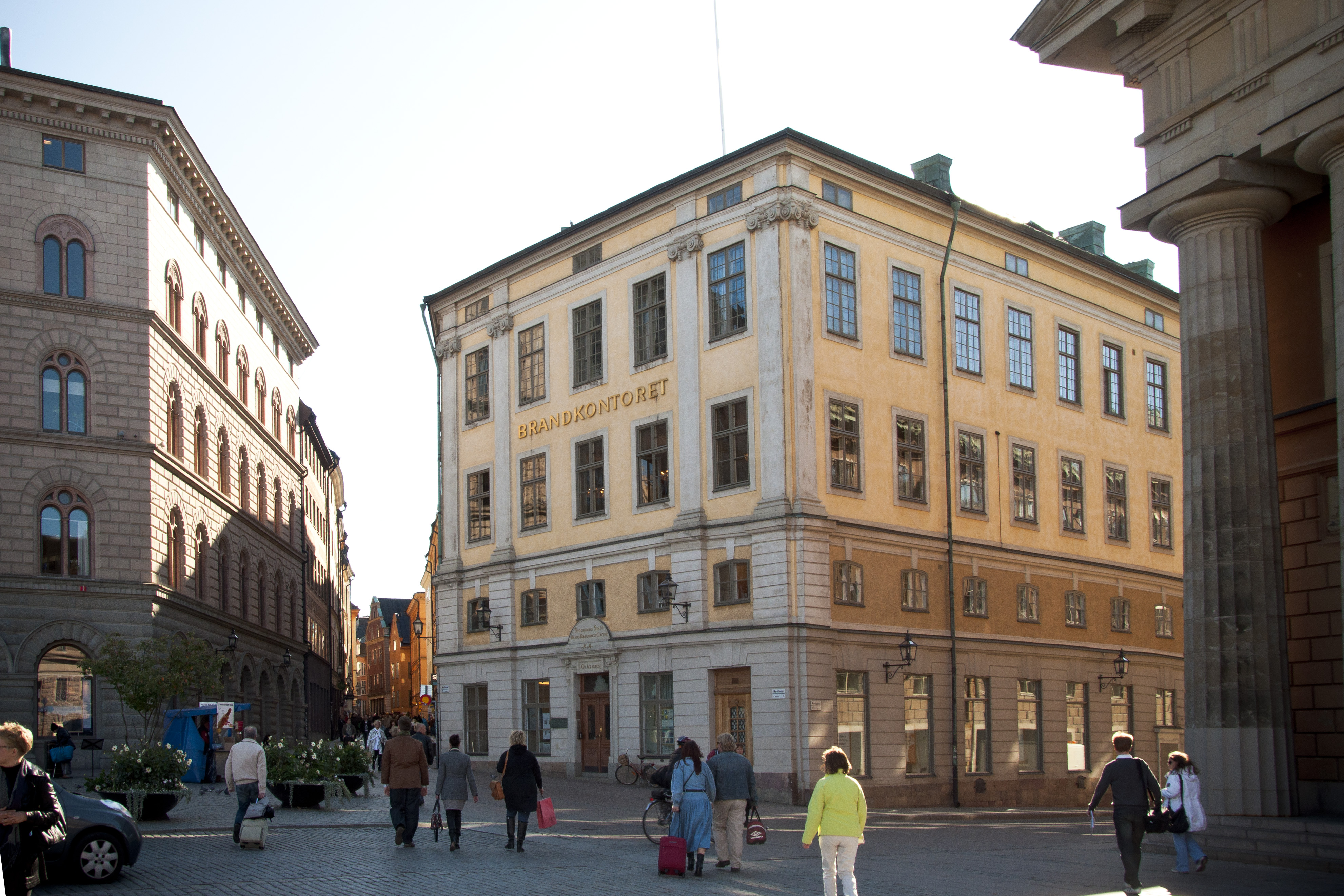
Brandkontorets fastighet vid Mynttorget.

Stockholms stads brandförsäkringskontor är ett försäkringsbolag i Stockholm grundat 1746 och därmed Skandinaviens äldsta försäkringsbolag. Bolaget har Fågel Fenix som symbol och på många äldre fastigheter kan man fortfarande se dess emblem. Sedan 1806 har bolaget sitt huvudkontor i Brandkontoret på Mynttorget 4 i Gamla stan och bolaget går också under namnet Brandkontoret. Bolaget ägs av försäkringstagarna.

## Se även

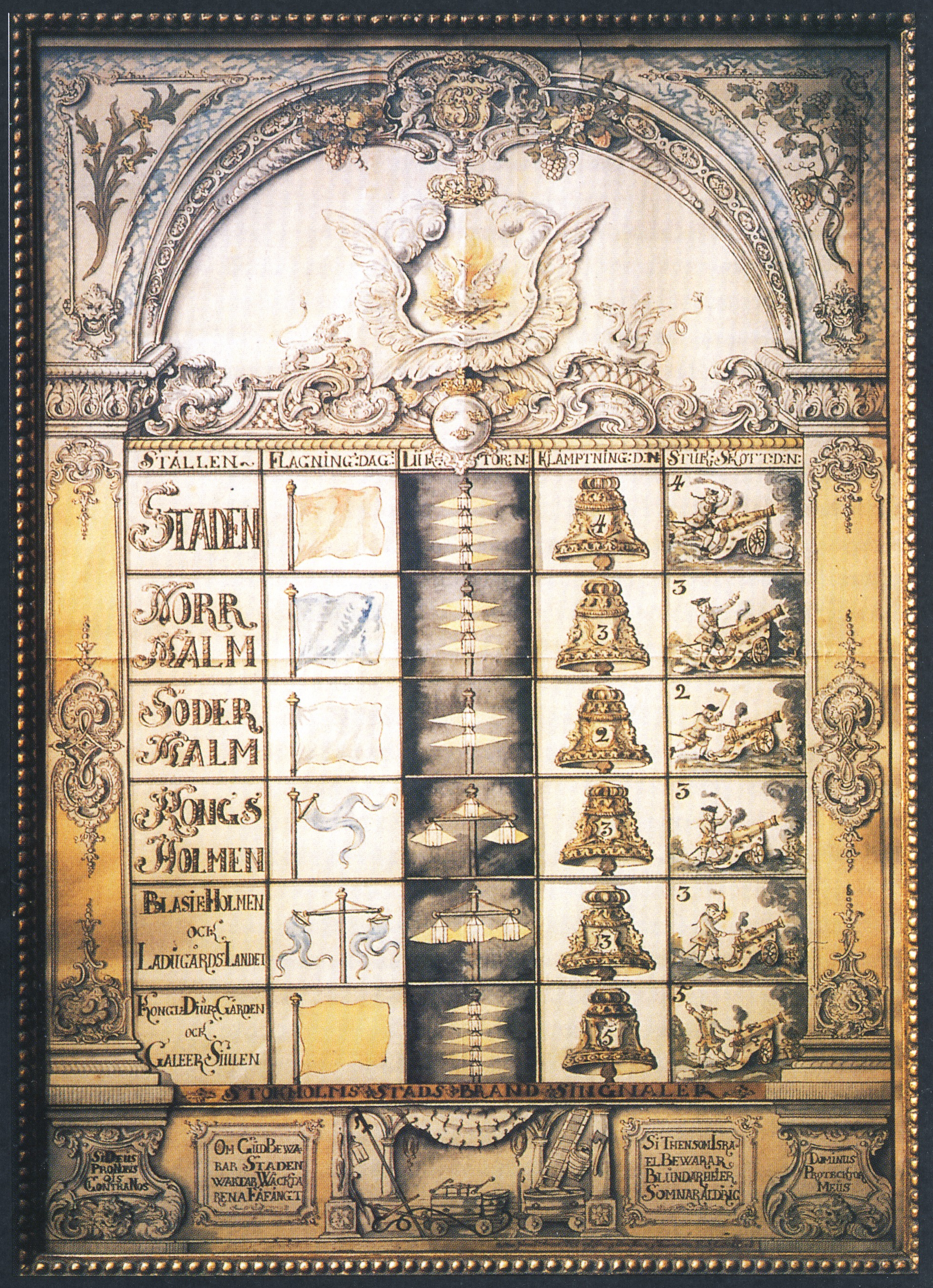
Brandsignaler i Stockholm 1768.

## Historik

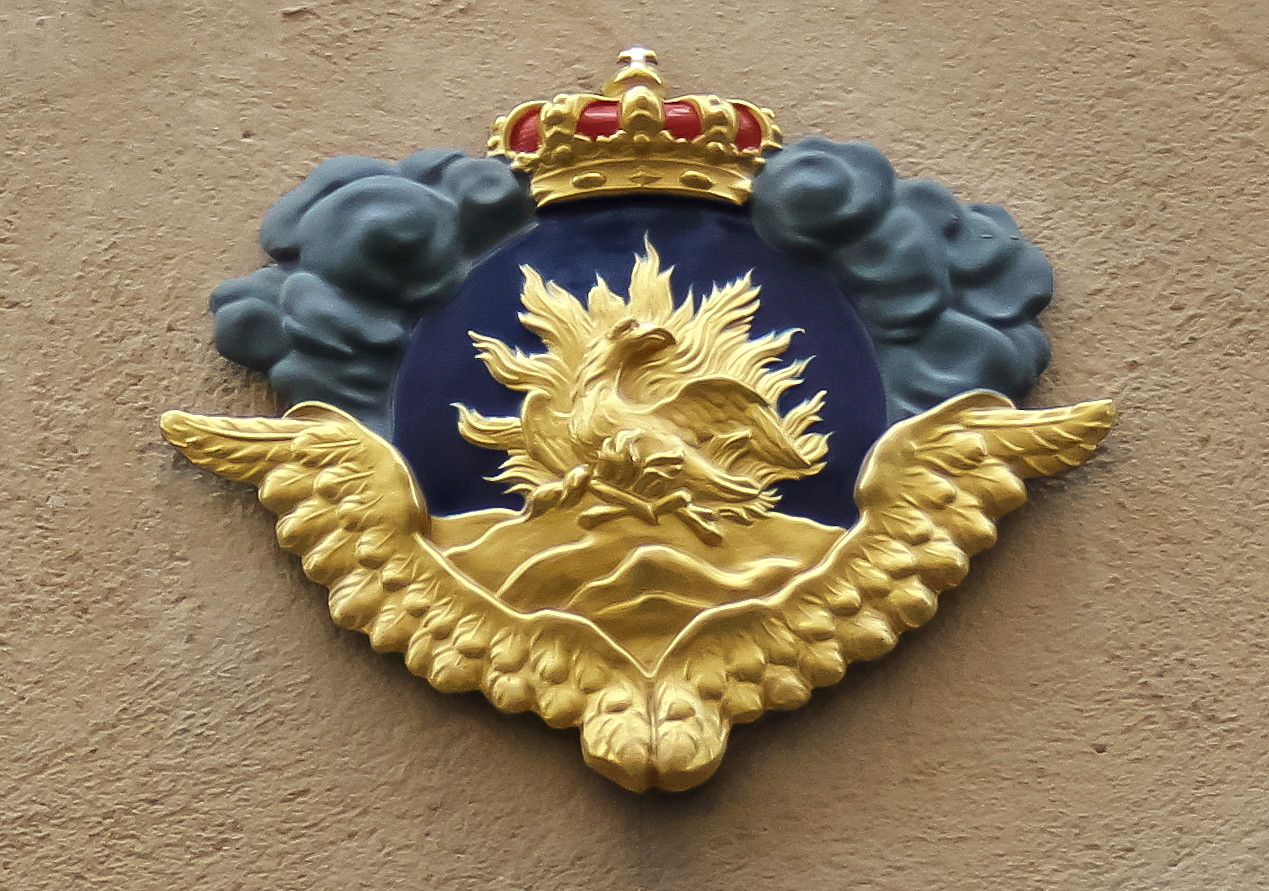
Brandförsäkringskontorets emblem på en fastighet vid Prästgatan i Gamla stan.

Stockholms stads brandförsäkringskontor bildades som en reaktion på stadens talrika bränder. År 1742 inlämnade ett antal borgare i Stockholms stad en begäran om att få inrätta ett brandförsäkringskontor. Den 18 mars 1746 fastställdes och godkändes den nya organisationen. Alla privata och offentliga byggnader (utom slott och kyrkor) "inom stadens staket" kunde försäkras. Genom Brandkontorets medverkan skulle hus snabbt kunna återuppbyggas på samma plats där de brunnit ner. De försäkrade byggnaderna markerades med brandkontorets emblem, en fågel Fenix omgiven av vingar och krönt av en krona, som sattes fast på fasaden.
Brandförsäkringskontoret genomförde en lång rad brandförebyggande åtgärder i Stockholm. Att få bort eller minska stadens trähusbebyggelse var en av kontorets uppgifter. Man förvärvade trähus för att riva dem, man anordnade genomfartsleder och vändplatser för brandkårens vagnar. Kring 1850-talet bekostade brandkontoret inköp av  eldsläckningsutrustning och man bidrog till och med  medel för bättre gatubelysning och för vattenledningar. När Stockholm fick en ny brandstadga 1875 ägnade sig Stockholms stads brandförsäkringskontor huvudsakligen åt försäkringsfrågor.
På 1760-talet fanns redan två sprutpråmar som kunde bekämpa en eldsvåda från sjösidan. Åren 1880 och 1900 bekostade brandförsäkringskontoret inköp av två ångfartyg med släckningsutrustning: Sjöångsprutan S:t Erik respektive Phoenix. År 1928 skänkte brandkontoret pengar till uppförande av nya Kungsholmens brandstation.
Till en början tillämpades bara den engångsbetalda försäkringsformen "allframtidsbrandförsäkringen". I denna täcktes försäkringsavgifterna av räntor istället för löpande premier och försäkringen följde fastigheten vid ägarbyten. Idag är bolaget istället specialiserat på årsförsäkringar för fastigheter inom Stockholms län.
Stockholms stads brandförsäkringskontor förfogar över ett unikt arkivmaterial som omfattar företagets verksamhet från 1746 och fram till idag. I arkivet finns dokumentation över de försäkrade fastigheterna. Det gör kontorets arkiv och framförallt de byggnader som försäkrades under 1700-talet, till en eftersökt källa för forskare.